# Curling al XIV Festival olimpico invernale della gioventù europea
Il curling al XIV Festival olimpico invernale della gioventù europea si è svolto dall'11 al 15 febbraio 2019 a Sarajevo, in Bosnia ed Erzegovina.

## Podi

### Misto
| Evento                  | Oro         | Argento  | Bronzo   |
| Torneo misto (dettagli) | Regno Unito | Svizzera | Ungheria |

## Medagliere
| Pos. | Paese       | Oro | Argento | Bronzo | Totale |
| ---- | ----------- | --- | ------- | ------ | ------ |
| 1    | Regno Unito | 1   | 0       | 0      | 1      |
| 2    | Svizzera    | 0   | 1       | 0      | 1      |
| 3    | Ungheria    | 0   | 0       | 1      | 1      |